# Jiribam
Jiribam ist eine Stadt im Bundesstaat Manipur im Nordosten Indiens. Die Einwohnerzahl beträgt 6.426 (Volkszählung 2001).
Jiribam liegt im äußersten Westen Manipurs direkt an der Grenze zum Nachbarbundesstaat Assam 50 Kilometer östlich von Silchar und 216 Kilometer westlich von Manipurs Hauptstadt Imphal. Die Grenze zu Assam wird durch den Jiri, einen Nebenfluss des Barak, markiert, an dessen östlichem Ufer Jiribam liegt. Geomorphologisch schließt sich die Gegend von Jiribam an die Tiefebenen des Barak-Tals im südlichen Assam an und unterscheidet sich so deutlich vom restlichen Manipur. Die Höhe über dem Meeresspiegel beträgt nur 30 Meter. Östlich von Jiribam erheben sich die Patkai-Berge, die das Manipur-Tal gegen die Ebene abschirmen. Die Bevölkerung Jiribams ist ethnisch gemischt und besteht aus Meitei, Bengalen, Naga und Kuki.
Jiribam war bis 2016 Hauptort der gleichnamigen Sub-Division des Distrikts Imphal East. Deren Fläche betrug 185 Quadratkilometer, die Einwohnerzahl 37.792 (Volkszählung 2001). Die Sub-Division Jiribam bildete eine Exklave des Distrikts Imphal East und wird durch das Gebiet der Distrikte Tamenglong und Senapati vom restlichen Distriktgebiet getrennt. Die jenseits der Berge gelegene Distrikthauptstadt Imphal war eine zwölfstündige Busfahrt entfernt. Daher gab es seit längerem Bestrebungen, die Sub-Division Jiribam zu einem eigenständigen Distrikt zu erheben. Mit Wirkung vom 9. Dezember 2016 wurde diese zu einem eigenen Distrikt erhoben.
Jiribam ist das westliche „Tor nach Manipur“. Durch den Ort führt der National Highway 37 von Silchar nach Imphal, einer von zwei Hauptzugangswegen nach Manipur. Außerdem ist Jiribam über eine Stichstrecke von Silchar an das Eisenbahnnetz angeschlossen. Der Bahnhof von Jiribam ist der einzige Manipurs. Eine Verlängerung nach Imphal ist aber in Bau. Längerfristig existieren ambitionierte Pläne für eine Weiterführung der Strecke nach Südostasien.